# Campylopus reflexisetus
Campylopus reflexisetus är en bladmossart som beskrevs av Brotherus 1901. Campylopus reflexisetus ingår i släktet nervmossor, och familjen Dicranaceae. Inga underarter finns listade i Catalogue of Life.